# Niedersächsischer Tennisverband
Der Niedersächsische Tennisverband e. V. (NTV) ist die Dachorganisation der niedersächsischen Tennisvereine. 1952 wurde der NTV gegründet. Die Hauptgeschäftsstelle liegt in Bad Salzdetfurth, wo 1981 auch das heutige Landesausbildungszentrum entstand. Das frühere Leistungszentrum des NTV verfügt über drei Hallen- und vier Außenplätze. Rund 1.200 Vereine und 130.000 aktive Tennisspieler zählen derzeit zum Niedersächsischen Tennisverband, der Mitglied im Deutschen Tennis Bund ist. Er ist der viertstärkste Sportfachverband in Niedersachsen und bundesweit der drittgrößte Landesverband seiner Sportart.

## Struktur
Der NTV setzte sich ursprünglich aus den vier Bezirken Braunschweig, Hannover, Lüneburg-Stade und Weser-Ems zusammen. Durch die Strukturreform 2011 wurde die Aufteilung in die vier Bezirke aufgelöst. Der Niedersächsische Tennisverband gliedert sich heute in 15 Regionen. Die Aufteilung in die ursprünglichen 16 Regionen (bisher gab es eine Fusion zweier Regionen) brachte auch eine Neustrukturierung der Spielklassen mit sich.
| - Dollart-Ems-Vechte - Oldenburger Münsterland - Jade-Weser-Hunte - Osnabrück - Aller-Oste-Wümme - Süderelbe - Lüneburger Heide | - Südheide - Gifhorn-Helmstedt-Wolfsburg - Weserbergland - Hannover - Braunschweig-Wolfenbüttel - Hildesheim-Peine - Goslar-Salzgitter - Südniedersachsen |

## Tennisbase
Die Tennisbase in Hannover ist seit 2007 ein Bundesstützpunkt für Nachwuchs- und angehende Profispieler, bei der Jugendlichen auch gleichzeitig die Teilnahme an einem Schulbetrieb ermöglicht wird. Nicolas Kiefer ist derzeit als Berater an der Tennisbase tätig, außerdem nutzen Sabine Lisicki, Julia Görges und Anna-Lena Grönefeld die Anlage zum Training.

## Präsidenten
| Jahr      | Name                  |
| --------- | --------------------- |
| 1947–1952 | Richard Stephanus     |
| 1952–1971 | Fritz Kütemeyer       |
| 1971–1975 | Karl-Heinz Festerling |
| 1975–1981 | Rudolf Wiepen         |
| 1981–1993 | Erich Martin          |
| 1993–2003 | Johann Stadtlander    |
| 2003–2004 | Jürgen Boom           |
| seit 2005 | Gottfried Schumann    |

## Ehrenpräsidenten
- Johann Stadtlander
- Erich Martin
- Karl-Heinz Festerling †
- Fritz Kütemeyer †